# Morph
Morph – piosenka amerykańskiego muzycznego duetu Twenty One Pilots, wydana 5 października 2018 roku razem z wydaniem z piątego albumu studyjnego pod tytułem Trench, przez wytwórnię Fueled by Ramen.

## Tematyka i kompozycja
Morph to utwór mieszający ze sobą reggae, rock i indie pop z rapowanymi zwrotkami. Tematycznie utwór opowiada o życiu pośmiertnym.